# Polonia Warszawa (koszykówka kobiet)
SKK (Sekcja Koszykówki Kobiet) Polonia Warszawa – polski żeński klub koszykarski z siedzibą w Warszawie, występujący obecnie w ekstraklasie koszykówki - Basket Liga Kobiet.

## Historia
Żeńska sekcja gier sportowych klubu Polonia Warszawa powstała w 1925. Pierwszą dyscypliną sekcji była hazena, wkrótce zawodniczki zaczęły także grać w koszykówkę oraz siatkówkę (zwykle uprawiając kilka dyscyplin równocześnie).
W latach 30. XX wieku koszykarki Polonii należały do czołówki krajowej - zdobyły dwa tytuły mistrzyń Polski (1934, 1935), dwa razy zdobyły zimowy Puchar Polskiego Związku Gier Sportowych (1934, 1935 - turniej będący odpowiednikiem dzisiejszego Pucharu Polski), dwukrotnie wywalczyły wicemistrzostwo kraju (1933, 1937) i raz zajęły trzecie miejsce (1939).
Po II wojnie światowej sekcja koszykówki kobiecej Polonii odrodziła się w połowie 1948, a już w następnym roku koszykarki zdobyły wicemistrzostwo Polski. W latach 50., 60. i 70. Polonia sześciokrotnie plasowała się na podium mistrzostw Polski. Największe sukcesy - w tym wicemistrzostwo Polski w 1976 - odnosiła pod wodzą trenera Bohdana Bartosiewicza, który tę funkcję sprawował nieprzerwanie w latach 1962-1976. Jako wicemistrzynie kraju w 1976 koszykarki Polonii reprezentowały Polskę w europejskich rozgrywkach - w Pucharze Ronchetti.
W 1978 klub po raz pierwszy w swej historii spadł z najwyższego poziomu rozgrywek (ówczesna I liga). W następnych latach wielokrotnie przebywał drogę między ekstraklasą a II ligą. Przed sezonem 2000/2001, mimo utrzymania się w I lidze, drużynę wycofano z rozgrywek z powodów finansowych, a sekcję rozwiązano.
Reaktywacja - jako SKK Polonia Warszawa - nastąpiła w 2011. W sezonie 2020/2021 klub wygrał I ligę koszykówki kobiet i uzyskał prawo gry w Basket Lidze Kobiet. W sezonie 2022/2023 klub ponownie w swojej historii wystartował w rozgrywkach międzynarodowych - European Women's Basketball League (EWBL), na koniec zajmując 3. miejsce. W następnym sezonie (2023/2024) SKK Polonia Warszawa w rozgrywkach EWBL wywalczyła 1. miejsce. 

## Sukcesy
- Mistrzostwa Polski:
  -  1. miejsce: 1934, 1935
  -  2. miejsce: 1933, 1937, 1949, 1975-76
  -  3. miejsce: 1939, 1950-51, 1955-56, 1964-65, 1966-67, 1974-75
- Puchar Polski:
  -  1. miejsce: 1934, 1935
  -  2. miejsce: 1953, 1970, 1976, 1991
- Puchar European Women's Basketball League:
  -  1. miejsce: 2023-24[8]
  -  3. miejsce: 2022-23
- Mistrzostwo LOTTO 3x3 Ligi Kobiet:
  -  1. miejsce: 2022-23, 2023-24[9]
- Mistrzostwa Polski juniorek:
  -  1. miejsce: 1988
  -  2. miejsce: 1987, 1991
- Mistrzostwo Polski w koszykówce 3X3 U23:
  -  1. miejsce: 2019

## Klub w rozgrywkach ligowych
Zestawienie obejmuje sezony od reaktywacji klubu w 2011.
| Sezon   | Liga               | Pozycja* | Uwagi | Trener                                                                |
| ------- | ------------------ | -------- | --- | --------------------------------------------------------------------- |
| 2011/12 | II liga kobiet     | -        | brak awansu do turnieju półfinałowego; w rundzie zasadniczej 4. miejsce w grupie                                 | Jacek Urbańczyk                                                       |
| 2012/13 | II liga kobiet     | -        | brak awansu do turnieju półfinałowego; w rundzie zasadniczej 7. miejsce w grupie                                 | Katarzyna Dulnik                                                      |
| 2013/14 | II liga kobiet     | 4        | runda zasadnicza: 1 miejsce w grupie; turniej półfinałowy: 1 miejsce · awans do I ligi w zw. z jej rozszerzeniem | Katarzyna Dulnik                                                      |
| 2014/15 | I liga kobiet      | 19       | runda zasadnicza: 7. miejsce w grupie · spadek                                                                   | Katarzyna Dulnik                                                      |
| 2015/16 | II liga kobiet     | 5-6      | runda zasadnicza: 2. miejsce w grupie; turniej półfinałowy: 3. miejsce                                           | Katarzyna Dulnik                                                      |
| 2016/17 | II liga kobiet     | 7        | runda zasadnicza: 1. miejsce w grupie; turniej półfinałowy: 4. miejsce                                           | Piotr Musijowski                                                      |
| 2017/18 | II liga kobiet     | 2        | runda zasadnicza: 1. miejsce w grupie; turniej półfinałowy: 1 miejsce · awans                                    | Maciej Szelągowski                                                    |
| 2018/19 | I liga kobiet      | 13       | runda zasadnicza: 7. miejsce w grupie; przegrana w 1. rundzie play-off                                           | Maciej Szelągowski                                                    |
| 2019/20 | I liga kobiet      | 4        | awans do półfinałów play-off; sezon niedokończony ze względu na pandemię;                                        | Karolina Szlachta (do 11.11.2019) Jarosław Krysiewicz (od 12.11.2019) |
| 2020/21 | I liga kobiet      | 1        | runda zasadnicza: 1. miejsce w grupie; wygrane wszystkie rundy play-off · awans                                  | Maciej Gordon                                                         |
| 2021/22 | Basket Liga Kobiet | 7        | runda zasadnicza: 7. miejsce w tabeli; przegrana w 1. rundzie play-off                                           | Maciej Gordon                                                         |
| 2022/23 | Basket Liga Kobiet | 7        | runda zasadnicza: 7. miejsce w tabeli , przegrana w 1. rundzie play-off                                          | Maciej Gordon                                                         |
| 2023/24 | Basket Liga Kobiet | 9        | runda zasadnicza: 9. miejsce w tabeli                                                                            | Jérôme Fournier                                                       |
| 2024/25 | Basket Liga Kobiet | 10       | runda zasadnicza: 9. miejsce w tabeli, przegrana w play-out                                                      | Jérôme Fournier (do 20.12.2024) Oskar Blaszkiewicz (od 21.12.2024)    |

* Pozycja w lidze wg oficjalnej klasyfikacji końcowej PZKosz
| Oznaczenie kolorami |
| ------------------- |
| I poziom ligowy     |
| II poziom ligowy    |
| III poziom ligowy   |

## Skład w sezonie 2024/2025
Stan na 16 marca 2025, na podstawie
| Nr | Poz. | Nar.              | Nazwisko i imię       | Data urodzenia | Wzrost | Masa ciała |
| -- | ---- | ----------------- | --------------------- | -------------- | ------ | ---------- |
| 4  | PG   | Polska            | Pawłowska, Anna       | 1996-01-18     | 170 cm |            |
| 5  | SF   | Stany Zjednoczone | Moore, Sierra         | 1994-01-23     | 180 cm |            |
| 7  | PG   | Ukraina           | Dubniuk, Daria        | 2002-07-23     | 175 cm |            |
| 11 | PF   | Polska            | Marciniak, Marzena    | 1991-05-02     | 183 cm |            |
| 13 | SF   | Polska            | Sosnowska, Klaudia    | 1990-04-06     | 186 cm |            |
| 15 | SF   | Polska            | Puter, Bożena         | 2000-02-27     | 182 cm |            |
| 20 | C    | Francja           | Manala, Séréna        | 2000-10-31     | 203 cm |            |
| 35 | PF   | Stany Zjednoczone | Nicholson, Javyn      | 2001-08-02     | 188 cm |            |
| 90 | SF   | Polska            | Lubaszka, Barbara     | 2005-06-10     | 175 cm |            |
| 91 | PG   | Polska            | Janczak, Alicja       | 2002-11-15     | 170 cm |            |
| 92 | SF   | Polska            | Wojak, Zofia          | 2005-02-10     | 175 cm |            |
| 95 | PG   | Polska            | Lagutkowa, Katsiaryna | 2006-03-17     | 176 cm |            |
| 96 | SF   | Polska            | Masłowska, Marta      | 2003-03-21     | 181 cm |            |
| 97 | PG   | Polska            | Bukowczan, Kornelia   | 2003-08-06     | 173 cm |            |

Trener:  Jérôme Fournier (do 20.12.2024), Oskar Blaszkiewicz (od 21.12.2024)
 Asystenci: Oskar Blaszkiewicz (asystent trenera - do 20.12.2024), Marie Schaming (trener motoryki), Michał Szyszka (lekarz klubowy),

## Skład w sezonie 2023/2024
Stan na 20 stycznia 2024
| Nr | Poz. | Nar.              | Nazwisko i imię      | Data urodzenia | Wzrost | Masa ciała |
| -- | ---- | ----------------- | -------------------- | -------------- | ------ | ---------- |
| 2  | PG   | Polska            | Sklepowicz, Zuzanna  | 1996-12-20     | 173 cm |            |
| 4  | PG   | Polska            | Pawłowska, Anna      | 1996-01-18     | 170 cm |            |
| 9  | SG   | Polska            | Berezowska, Julia    | 1996-06-09     | 180 cm |            |
| 10 | PF   | Stany Zjednoczone | Crymble, Hanna       | 1997-09-02     | 190 cm |            |
| 11 | SF   | Polska            | Mistygacz, Marta     | 1991-04-14     | 182 cm |            |
| 12 | C    | Stany Zjednoczone | Williams, Zada       | 1996-12-16     | 188 cm |            |
| 13 | PF   | Polska            | Sosnowska, Klaudia   | 1990-04-06     | 186 cm |            |
| 15 | C    | Polska            | Leszczyńska, Martyna | 2000-06-11     | 190 cm |            |
| 22 | PF   | Stany Zjednoczone | Wells, Kayla         | 1999-07-13     | 183 cm |            |
| 24 | SG   | Polska            | Preihs, Weronika     | 1999-09-24     | 175 cm |            |
| 91 | PG   | Polska            | Janczak, Alicja      | 2002-11-15     | 170 cm |            |
| 93 | SG   | Polska            | Węcłaś, Klaudia      | 2004-01-23     | 179 cm |            |
| 95 | SG   | Polska            | Zaron, Gabriela      | 2005-03-10     | 179 cm |            |
| 96 | SF   | Polska            | Masłowska, Marta     | 2003-03-21     | 181 cm |            |
| 99 | PF   | Polska            | Batura, Nicola       | 2004-03-09     | 186 cm |            |

Trener:  Jérôme Fournier
 Asystenci: Oskar Blaszkiewicz (asystent trenera), Marie Schaming (trener motoryki), Stanisław Milczarek (fizjoterapeuta), Michał Szyszka (lekarz klubowy), Adam Kubaszczyk (dyrektor ds. rozwoju sportowego),

## Skład w sezonie 2022/2023
Stan na 12 października 2022, na podstawie.
| Nr | Poz. | Nar.              | Nazwisko i imię       | Data urodzenia | Wzrost | Masa ciała |
| -- | ---- | ----------------- | --------------------- | -------------- | ------ | ---------- |
| 1  | G    | Polska            | Janczak, Alicja       | 2002-11-15     | 170 cm |            |
| 4  | G    | Polska            | Pawłowska, Anna       | 1996-01-18     | 170 cm |            |
| 5  | F    | Polska            | Stępień, Wiktoria     | 2002-04-19     | 176 cm |            |
| 6  | PG   | Polska            | Kluczyńska, Gabriela  | 2003-01-05     | 167 cm |            |
| 8  | PG   | Grecja            | Vintsilaiou, Angeliki | 1998-05-21     | 174 cm |            |
| 10 | G/F  | Stany Zjednoczone | Keys, Andreona        | 1995-12-22     | 178 cm |            |
| 11 | G/F  | Polska            | Mistygacz, Marta      | 1991-04-14     | 182 cm |            |
| 12 | C/F  | Polska            | Siemienas, Sylwia     | 1996-12-05     | 185 cm |            |
| 13 | F    | Polska            | Sosnowska, Klaudia    | 1990-04-06     | 186 cm |            |
| 15 | C/F  | Polska            | Leszczyńska, Martyna  | 2000-06-11     | 190 cm |            |
| 20 | PG   | Polska            | Sztąberska, Marta     | 2003-07-14     | 174 cm |            |
| 22 | PF   | Serbia            | Radić, Adjelina       | 1994-11-18     | 184 cm |            |
| 24 | G    | Polska            | Preihs, Weronika      | 1999-09-24     | 175 cm |            |
| 25 | PF   | Stany Zjednoczone | Jackson, Jessica      | 1995-07-06     | 189 cm |            |

Trener:  Maciej Gordon
 Asystenci: Adam Kubaszczyk (II trener), Oskar Blaszkiewicz (asystent trenera), Michał Gulan (trener motoryki), Marta Sakowicz (odnowa biologiczna), Karol Oniśkiewicz (fizjoterapeuta), Michał Szyszka (lekarz klubowy)

## Skład w sezonie 2021/2022
Stan na 11 września 2021, na podstawie.
| Nr | Poz. | Nar.              | Nazwisko i imię      | Data urodzenia | Wzrost | Masa ciała |
| -- | ---- | ----------------- | -------------------- | -------------- | ------ | ---------- |
| 1  | G    | Polska            | Janczak, Alicja      | 2002-11-15     | 170 cm |            |
| 4  | G    | Polska            | Pawłowska, Anna      | 1996-01-18     | 170 cm |            |
| 6  | PG   | Polska            | Kluczyńska, Gabriela | 2003-01-05     | 167 cm |            |
| 9  | SF   | Polska            | Pyka, Martyna        | 1995-11-12     | 177 cm |            |
| 10 | F    | Polska            | Bucyk, Natalia       | 1998-01-05     | 181 cm |            |
| 11 | G/F  | Polska            | Mistygacz, Marta     | 1991-04-14     | 182 cm |            |
| 12 | C/F  | Polska            | Siemienas, Sylwia    | 1996-12-05     | 185 cm |            |
| 13 | F    | Polska            | Sosnowska, Klaudia   | 1990-04-06     | 186 cm |            |
| 15 | C/F  | Polska            | Leszczyńska, Martyna | 2000-06-11     | 190 cm |            |
| 19 | C/F  | Słowenia          | Goršič, Teja         | 1999-07-07     | 187 cm |            |
| 22 | G/F  | Stany Zjednoczone | Knight, Whitney      | 1993-01-09     | 190 cm |            |
| 24 | G    | Polska            | Preihs, Weronika     | 1999-09-24     | 175 cm |            |
| 31 | PF   | Polska            | Wybraniec, Maria     | 2000-05-03     | 184 cm |            |
| 32 | G    | Stany Zjednoczone | Goodwin, Loryn       | 1994-02-03     | 175 cm |            |

Trener:  Maciej Gordon
 Asystenci: Adam Kubaszczyk (II trener), Michał Gulan (trener motoryki), Marta Sakowicz (fizjoterapeutka)

## Sponsorzy i partnerzy klubu
- Główny partner - Miasto Stołeczne Warszawa
- Sponsorzy/partnerzy generalni 
  - Waryński S.A Grupa Holdingowa
  - Halo warszawo !
  - Miejskie Zakłady Autobusowe sp. z o.o.
- Sponsorzy/partnerzy sekcji
  - Arsen
  - DTL internetional
- Partner medyczny // partner trenongowy
  - Centrum Medyczne GAMMA
  - Zdrofit